# Diebskeller (Zeilberge)

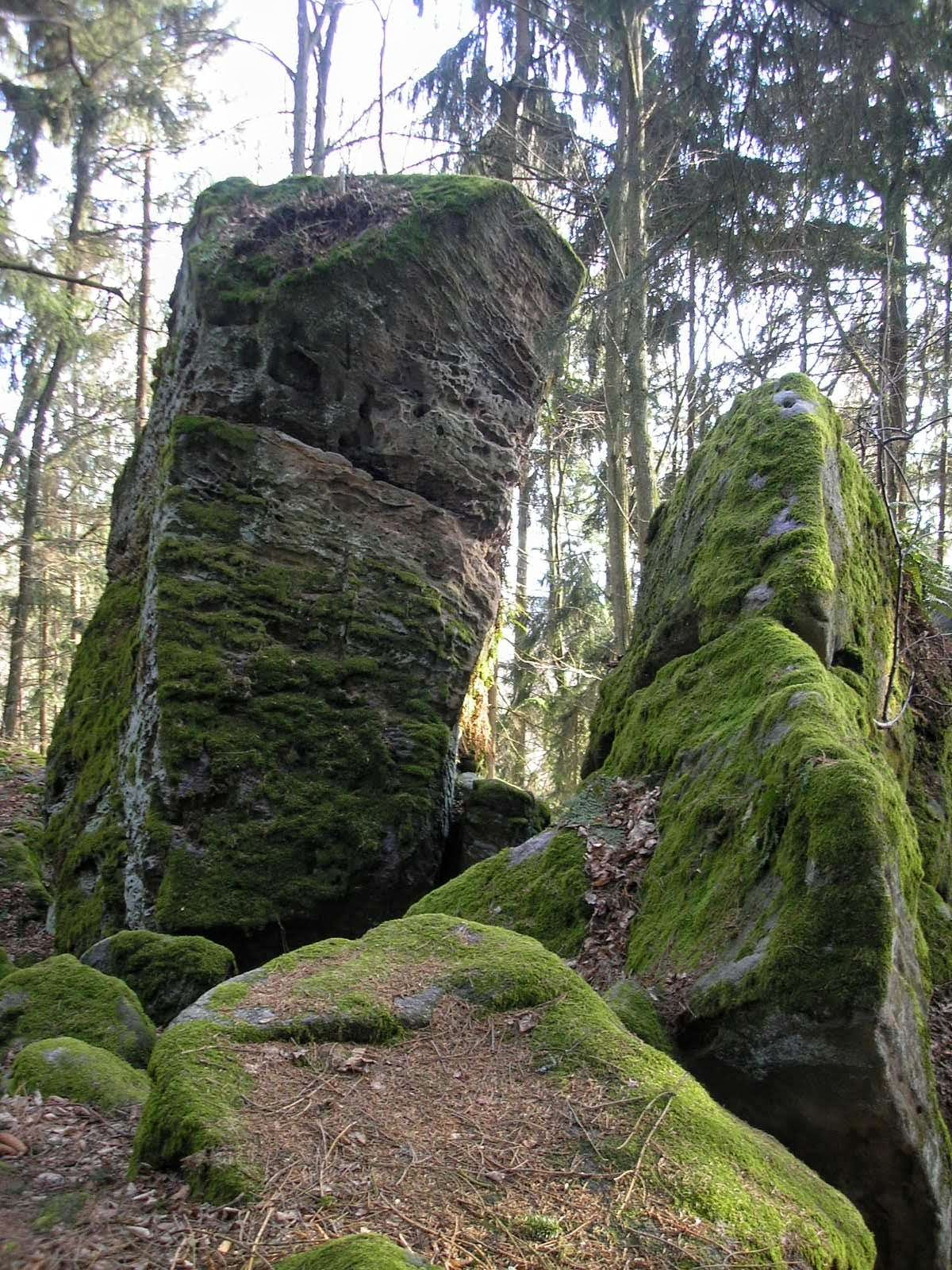
Felsturm

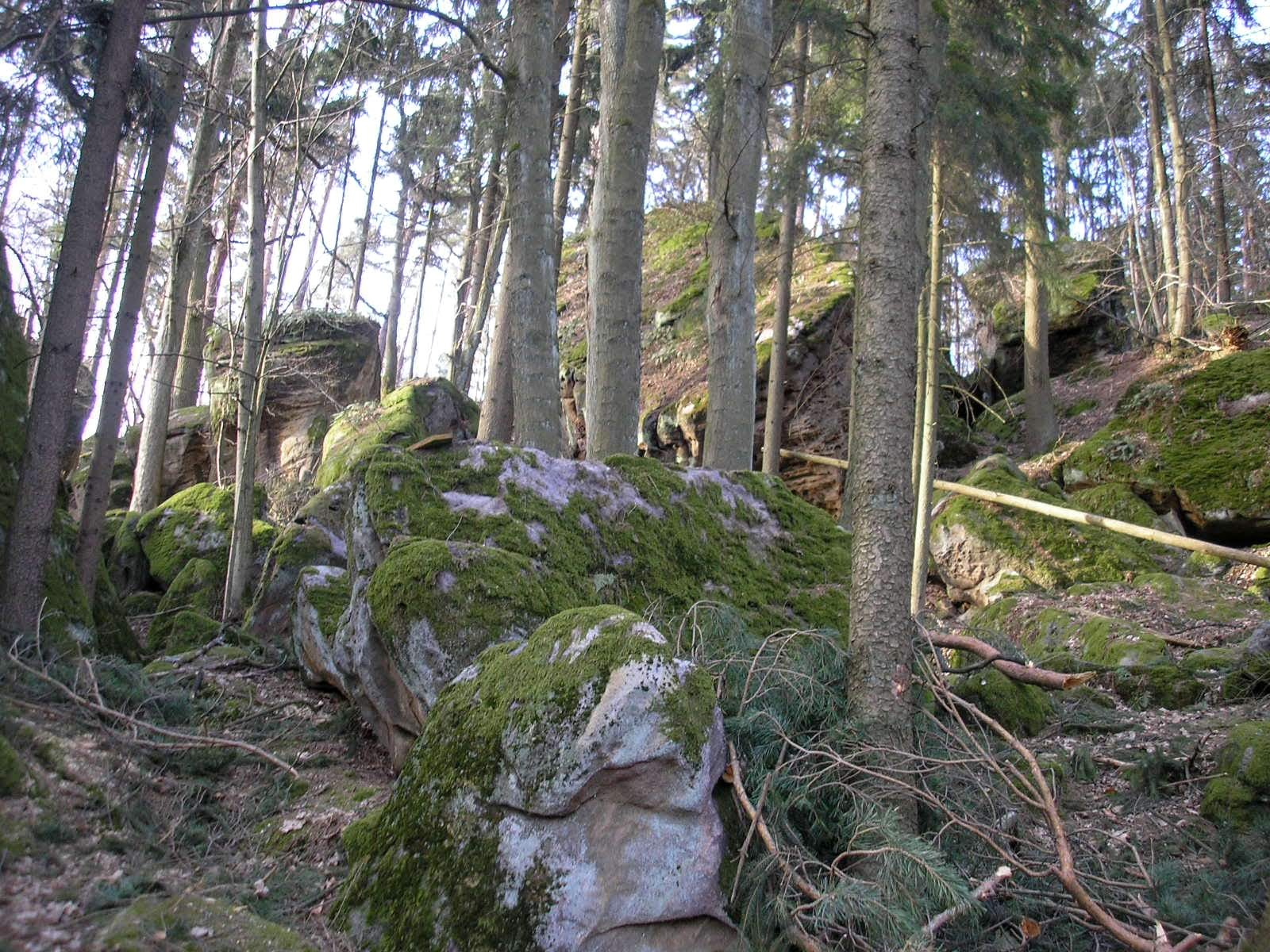
Das Felsenmeer

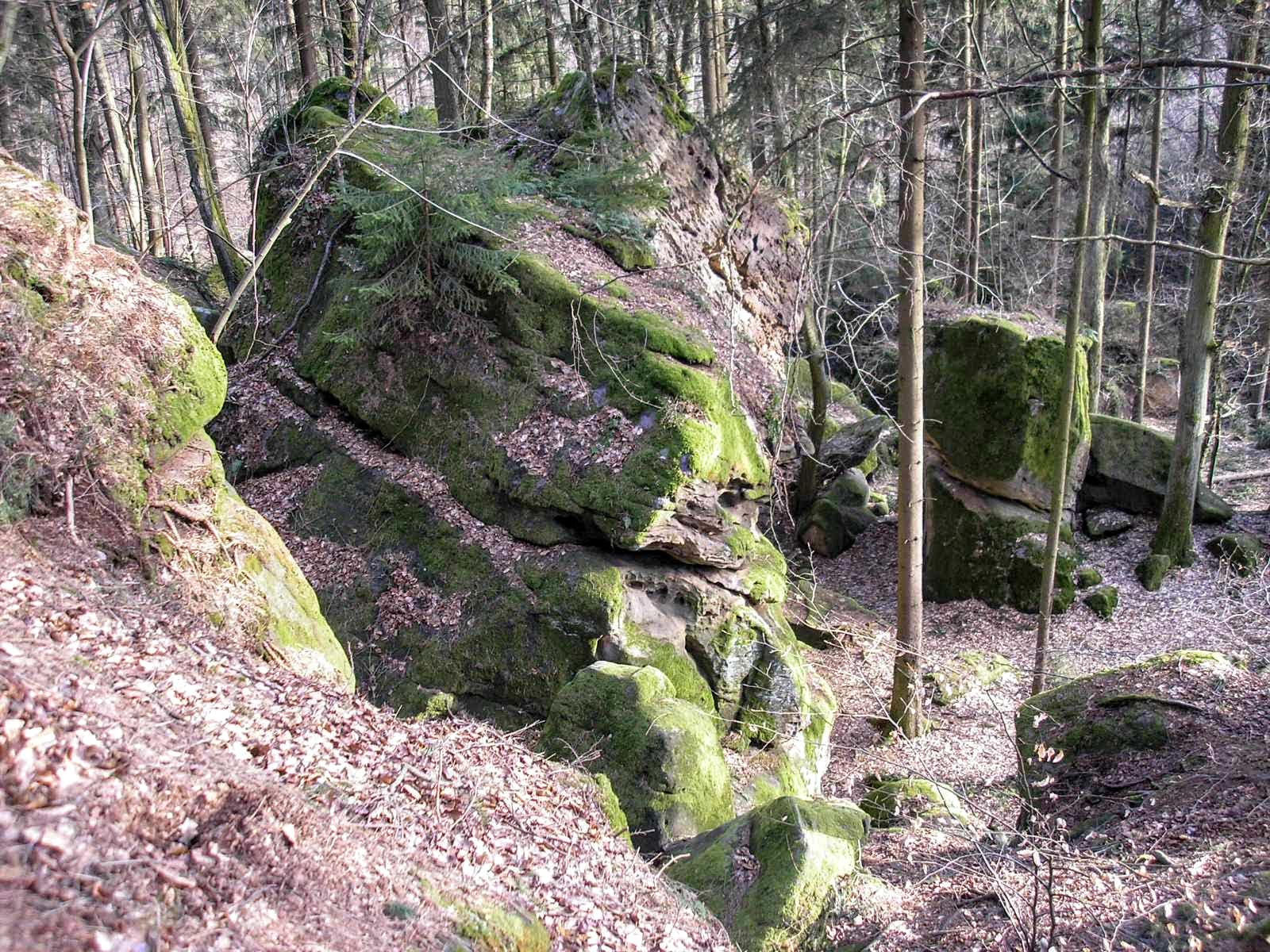
Detailansicht

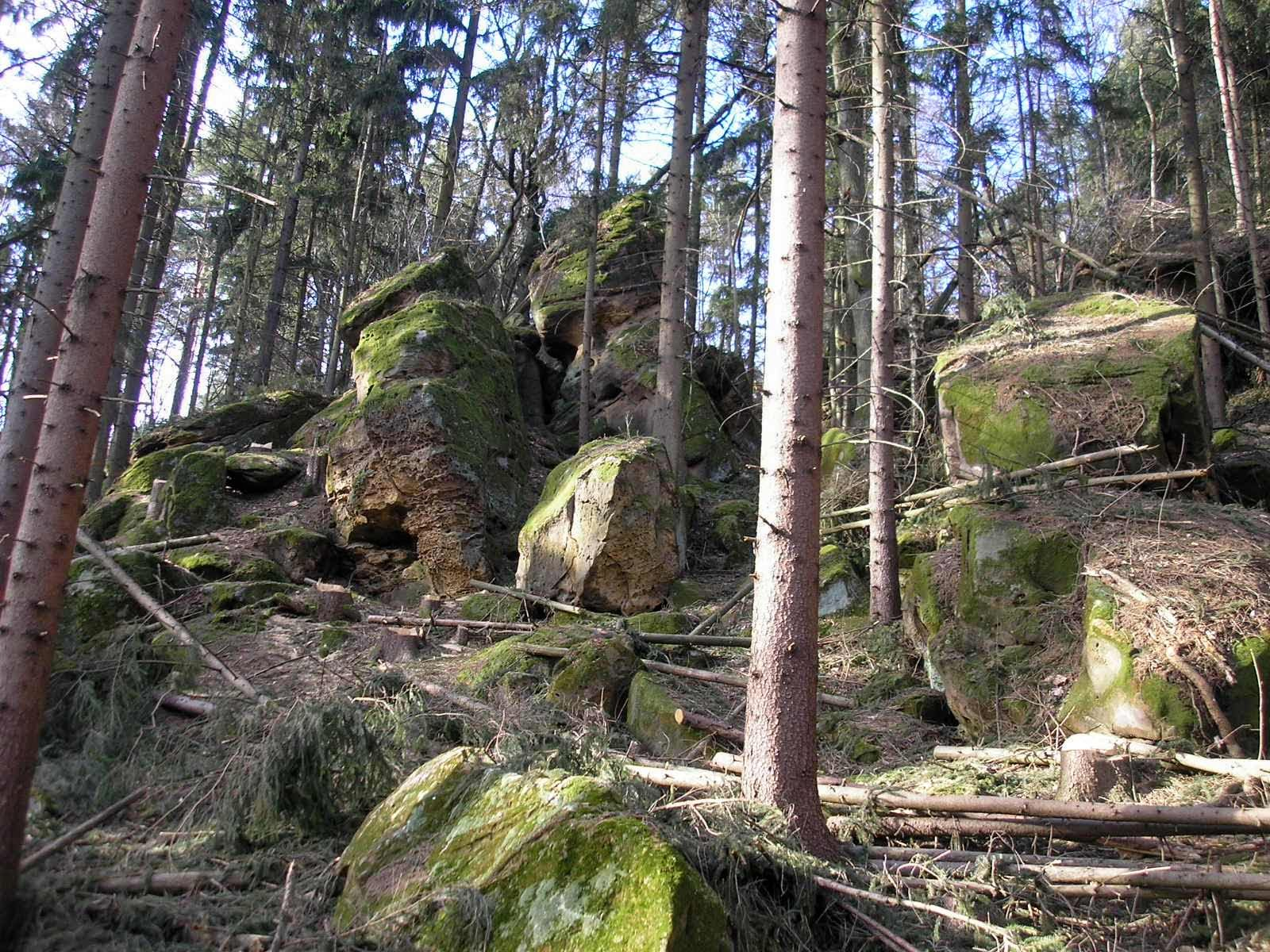
Die Felsen des Diebskellers

Der Diebskeller ist ein Felsenmeer zwischen Lichtenstein und Altenstein in den Zeilbergen (Naturpark Haßberge) im Landkreis Haßberge in Unterfranken. Zwischen Ebern und dem Zeilberg bei Maroldsweisach liegen mehrere Felsenmeere und Einzelgruppen aus Rhätsandstein, darunter die Felsenburg Rotenhan, die Burg Lichtenstein, Altenstein und der Geißstein und der Baalstein. Der langgestreckte Höhenzug Zeilberge wird durch das Weisachtal von den eigentlichen Haßbergen abgetrennt, wird jedoch heute überwiegend zu dem Hügelland Haßberge zugerechnet.

## Beschreibung
Über dem Pfarrweisacher Ortsteil Rabelsdorf liegt im Wald neben einem verlassenen Steinbruch der Diebskeller. Das große Felsenmeer stammt aus dem oberen Trias (ca. 205 Millionen Jahre alt). Durch einen Wanderweg (Burgen- und Schlösserweg) erschlossen wird das Felsenlabyrinth von zahlreichen Wanderern besucht. Der Weg liegt zwischen den Burgruinen Lichtenstein und Altenstein.
Wahrscheinlich kommt der Name von den Räubern und Dieben, die im 15. Jahrhundert drei Pferde zwischen den Felsbrocken versteckt haben. Der Diebstahl wurde aufgedeckt und die Räuber wurden zum Tode durch den Strick verurteilt. Sie wurden jedoch "begnadigt" und enthauptet (Achtbuch von Bamberg).
Am Berghang liegen wahllos dutzende Felsblöcke, teilweise übereinander verschachtelt und zahlreiche Grotten und kleine Höhlen. Die größten Felsen sind haushoch. Wie bei solchen Formationen üblich ist besonders bei Esoterikern die Ansicht verbreitet, das keltische Druiden den Ort als "Opferstätte" benutzt haben.